# Mauriac (Cantal)
Mauriac is een gemeente in het Franse departement Cantal (regio Auvergne-Rhône-Alpes). De gemeente telde 3.503 inwoners op 1 januari 2022. De plaats is de onderprefectuur van het arrondissement Mauriac.

## Geschiedenis
In de vroege middeleeuwen ontstond hier een mariaal heiligdom dat afhing van de Abdij Saint-Pierre-le-Vif in Sens. Dit werd de koninklijke Abdij Saint-Pierre, die in de 9e eeuw werd herbouwd. De plaats ontstond bij deze abdij die veel pelgrims aantrok. Mauriac kreeg een stadsmuur die twee keer werd uitgebreid en versterkt. De stadsmuur telde vier poorten: Porte Saint-Georges, Porte Saint-Mary, Porte Saint-Jean en Porte Saint-Thomas. In de loop van de 11e en de 12e eeuw werd de kerk Notre-Dame gebouwd en ook de abdij kreeg een nieuwe kerk. In de late middeleeuwen bloeide Mauriac dankzij haar twee wekelijkse markten en haar acht jaarmarkten.
In de 16e eeuw kreeg Mauriac een jezuïetencollege. Vanaf de 17e eeuw groeide de stad uit tot een administratief centrum. Dit bleef zo na de Franse Revolutie toen Mauriac een onderprefectuur werd.
Op 19 juni 1944 nam het Frans verzet de gemeente in handen en wist zich hier te handhaven tot augustus van dat jaar toen de streek bevrijd werd door de geallieerde troepen.

## Geografie
De oppervlakte van Mauriac bedroeg op 1 januari 2022 27,61 vierkante kilometer; de bevolkingsdichtheid was toen 126,9 inwoners per km².
De gemeente ligt in het noordwesten van Cantal
De onderstaande kaart toont de ligging van Mauriac met de belangrijkste infrastructuur en aangrenzende gemeenten.

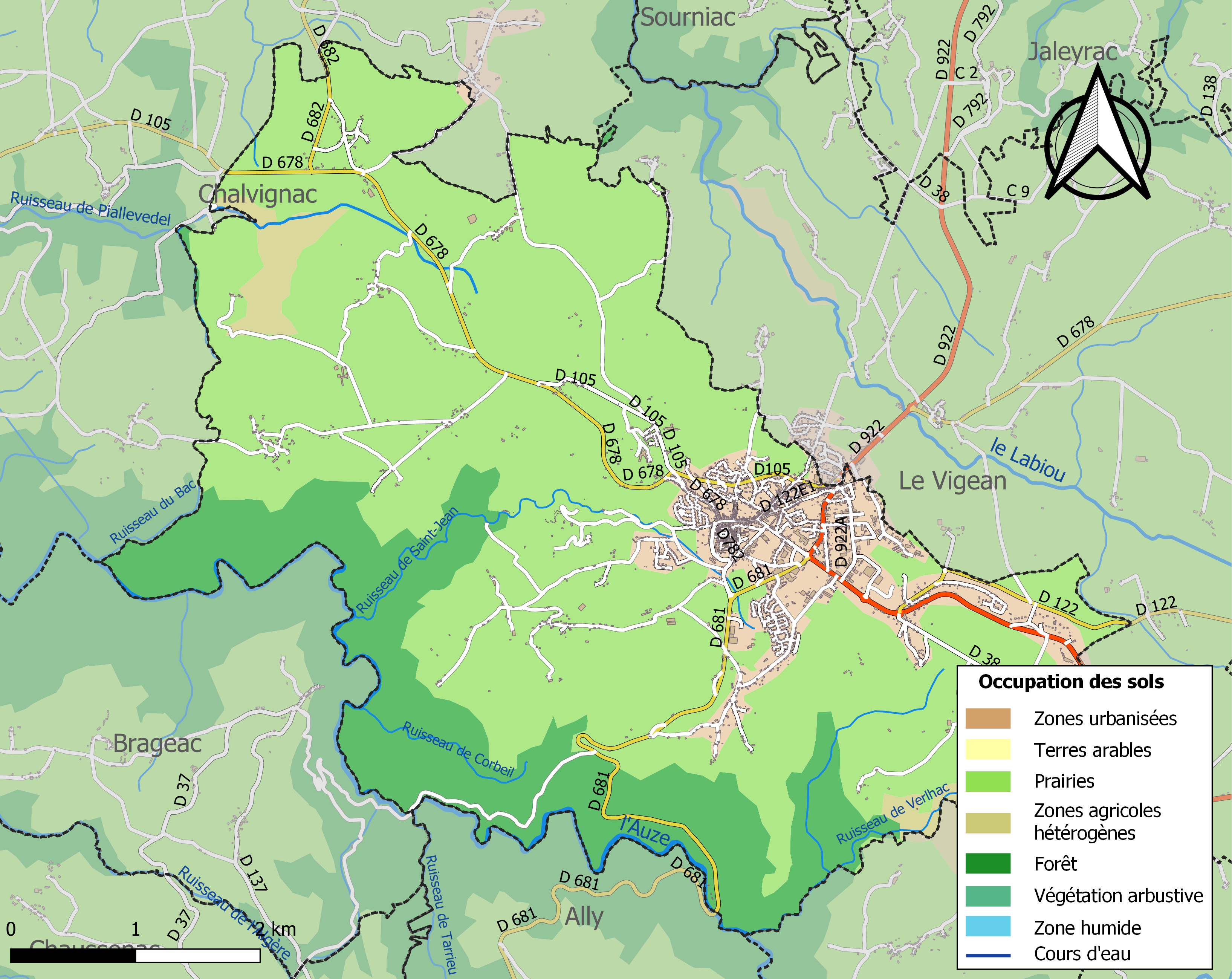

## Demografie
Onderstaande figuur toont het verloop van het inwonertal (bron: INSEE-tellingen).

Vanwege een beveiligingsprobleem met de MediaWiki Graph-software is het momenteel niet mogelijk deze grafiek weer te geven. Zodra de software is bijgewerkt zal de grafiek vanzelf weer zichtbaar worden.

## Bezienswaardigheden

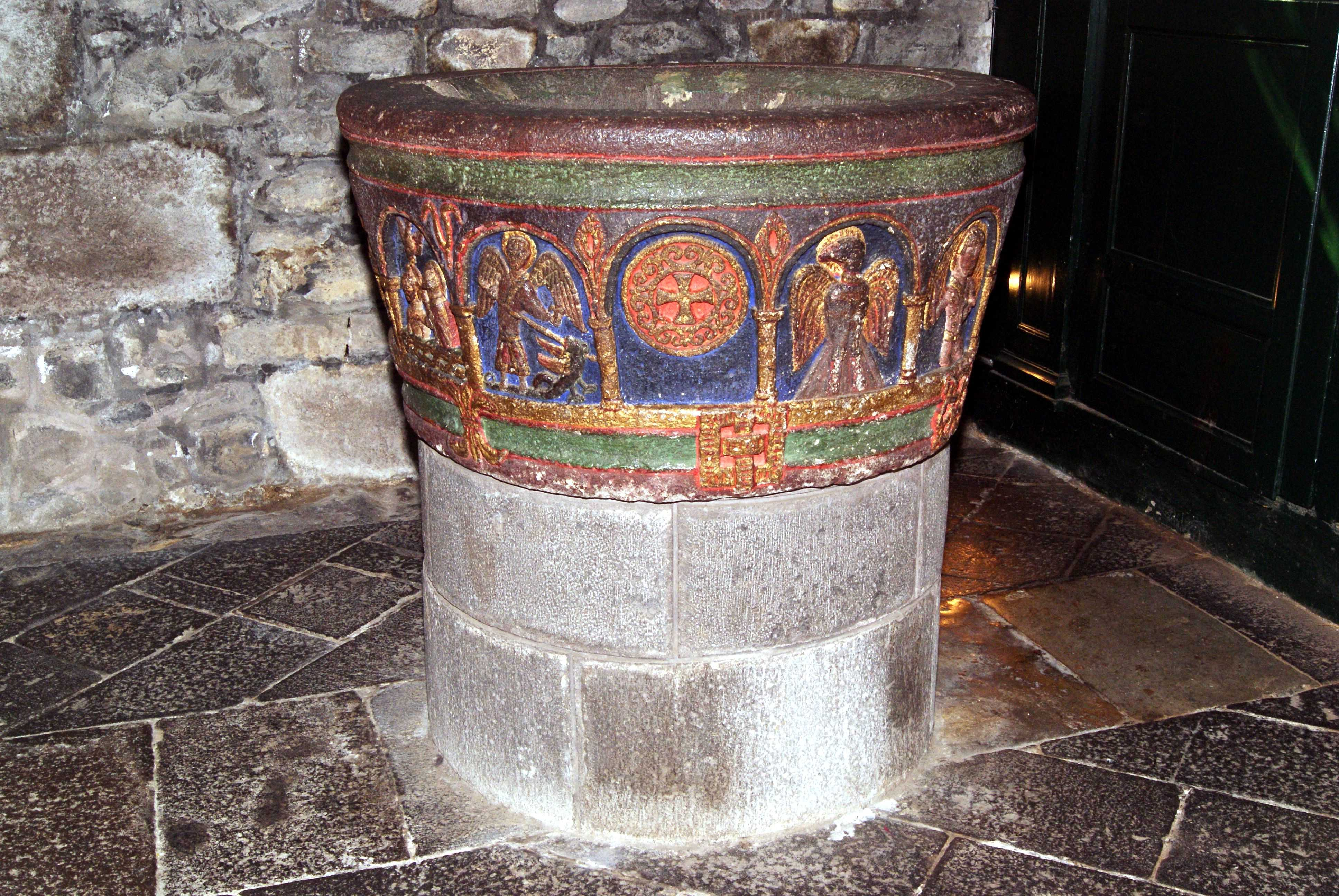
Doopvont in de basiliek Notre-Dame des Miracles

De oudste delen die bewaard zijn gebleven van de Abdij Saint-Pierre zijn 11e-eeuws. De kapittelzaal uit die eeuw bevat pilaren die nog afkomstig zijn uit een verdwenen gebouw uit de Gallo-Romeinse periode. In een bijgebouw van de vroegere abdij in de Rue Emile Delalo is het gemeentelijk museum ingericht.
De romaanse kerk Notre-Dame des Miracles heeft binnenin een polychrome doopvont en een notenhouten mariabeeld uit de 16e eeuw. De twee vierkantentorens aan de westzijde zijn 17e-eeuws.
Buiten het centrum in een oude hoeve is het Musée Conservatoire des Traditions Rurales "Clément Besombes" gevestigd.